# Station Tame Bridge Parkway
Tame Bridge Parkway is een spoorwegstation van National Rail in West Bromwich, Sandwell in Engeland. Het station is eigendom van Network Rail en wordt beheerd door West Midland Trains. Het station is geopend in 1990.